# Kristel Neidhart
Kristel Neidhart (* 12. März 1933 in Tilsit als Kristel Konrad; † 3. Mai 2013 in Konstanz) war eine deutsche Schriftstellerin und Künstlerin.

## Leben
Neidhart wurde als Tochter eines Schneidermeisters in Tilsit geboren, wo sie auch ihre Kindheit verbrachte. 1944 musste sie ihre Heimatstadt im Zuge der Kriegswirren verlassen und gelangte über Rügen nach Schleswig-Holstein. Dort lernte sie bei Erich Behrendt zeichnen und fing an, Materialbilder zu gestalten. Während sie anfangs auch Schrauben und Rädchen als Bildelemente benutzte, arbeitete sie später mehr mit Gips und Lehm. Ein wichtiges Element ihrer Werke bildeten Scherben. Neidhart arbeitete zeitweise im Atelierhaus in Worpswede.
Seit den 1950er Jahren lebte sie in Konstanz. Neben literarischen Werken schrieb sie auch Artikel für die Frankfurter Rundschau, die Basler Zeitung und andere Presseorgane. Für ihre Arbeiten erhielt sie verschiedene Auszeichnungen und Preise, z. B. 1983 den Wilhelmine-Lübke-Preis.

## Werke
- Niemand soll mich so sehen – Protokoll einer Pflege. Rotbuch Verlag, Berlin 1983, ISBN 3-880-22271-1.
- Scherbenlachen – eine Liebesgeschichte. Fischer Taschenbuch Verlag, Frankfurt am Main 1989, ISBN 3-596-23791-2.
- Vier Wände gaukeln mir Heimat vor – Erinnerungen. Fischer Taschenbuch Verlag, Frankfurt am Main 1989, ISBN 3-596-24729-2.
- Er ist jünger, na und? – Protokolle. Fischer Taschenbuch Verlag, Frankfurt am Main 1996, ISBN 3-596-24741-1.
- Im Winter singen keine Amseln – Roman. Fischer Taschenbuch Verlag, Frankfurt am Main 1997, ISBN 3-596-12889-7.